# Miro des Tanimbar
Microeca hemixantha
Espèce
Statut de conservation UICN

 NT  : Quasi menacé
Le Miro des Tanimbar  (Microeca hemixantha) est une espèce de petit passereau d'Indonésie appartenant à la famille des Petroicidae.

## Répartition
Il est endémique d'Indonésie, où on le trouve dans les îles Tanimbar entre le Timor oriental et la Nouvelle-Guinée.

## Habitat
Il habite les mangroves, les forêts, les lisières des forêts et les bois clairsemés en plaine. Il est menacé par la perte de son habitat.